# Spasatel
Spasatel (russisk: Спасатель) er en sovjetisk spillefilm fra 1980 af Sergej Solovjov.

## Medvirkende
- Tatjana Drubitj som Asja Vedenejeva
- Vasilij Misjjenko som Vilja
- Sergej Sjakurov som Larikov
- Olga Beljavskaja som Olja
- Vjatjeslav Kononenko som Ganin